# Mouvement de la réforme pour le développement social
Le Mouvement de la réforme pour le développement social (MRDS) est un parti politique sénégalais, dont le chef est l'imam Mbaye Niang.

## Histoire
Le MRDS est créé officiellement le 30 décembre 2000.
Il participe aux élections législatives sénégalaises de 2001 et recueille 10 341 voix, soit 0,55 %, mais n'obtient aucun siège à l'Assemblée nationale.
Son premier congrès se tient à Dakar en 2006.

## Orientation
Dans son manifeste il met d'emblée l'accent sur l'islam avec les valeurs qui guideront son action, l'éthique et la crainte de Dieu en toute chose, et notamment en politique.
Ses objectifs déclarés sont « la conquête du pouvoir par les urnes, pour participer au développement économique et socioculturel du Sénégal ; la généralisation de la justice sociale et de la solidarité nationale ; l'éducation civique et politique de ses membres ; la consolidation de l'unité africaine ».

## Symboles
Ses couleurs sont le vert et le blanc.

## Organisation
Ce parti proche des milieux islamistes édite un périodique interne bilingue (français-arabe), La Réforme.
Son siège se trouve à Dakar.